# Svaz Cikánů-Romů
Svaz Cikánů-Romů  byla první samostatná romská organizace ve federalizovaném Československu. Existovala v letech 1969–1973 než byla úředně rozpuštěna. Svaz vznikl 30. 5. 1969 a byl začleněn do Národní fronty. Jeho sídlem se stalo Brno.
Dne 24. 3. 1970 založil tento Svaz vlastní hospodářské družstvo Névodrom, které mělo osm podniků pracujících s kovem, dřevem, proutím apod. Družstvo prosperovalo jen na počátku, pak se skupinky a rodiny Cikánů-Romů rozkmotřily a výsledkem byla trestní oznámení na jednotlivé osoby včetně vedení družstva kvůli nesrovnalostem v účetnictví. Dne 31. 12. 1972 sám Svaz Cikánů-Romů toto výrobní družstvo zrušil a dále se zaměstnáváním Romů nezabýval.
Dne 17. 4. 1970 bylo zveřejněno Memorandum k základním otázkám romské problematiky a vymezení společenského postavení Romů. V něm romisté požadovali statut národnosti, který jim umožní zachovat si vlastní svébytnost. Toto prohlášení odporovalo dlouholetým snahám o asimilaci Romů, proto stranický aparát nemohl Romy uznat jako samostatnou národnost. Romové v dokumentu omítli dosavadní politiku asimilace a rozptylu. Během normalizace se „romská otázka“ řešila různými výhodami. Romům byly přednostně přidělovány byty, rovněž získávali různé peněžní příspěvky a dávky. Ve snaze vyhovět „specifickým“ požadavkům Romů vzniklo i  Sídliště Chanov. Ke zrušení Svazu Cikánů-Romů došlo v roce 1973 pravděpodobně proto, že se o problematikou asimilace Cikánů-Romů či jejich kriminality nezajímal.   

## Historie
Založení Svazu Cikánů-Romů předcházela dvě desetiletí neúspěšných snah romských intelektuálních elit o vlastní organizaci zastupující romskou menšinu, které končily zamítnutím ze strany úřadů. Byl to případ Sdruženie slovenských Cigánov v roce 1949 a sdružení Romano kulturno jekhetaňiben, které chtěli založit partyzán Anton Facuna a Ján Cibuľa roku 1957. Na českém území vedla emancipační snahy skupina moravských Romů v čele s Tomášem Holomkem, která jednala s brněnským Národním výborem a počátkem 50. let požadovala založení celonárodní romské organizace. Až v roce 1968 byl úspěšně zaregistrován slovenský Zväz Cigánov – Romov, jehož prvním předsedou se stal Anton Facuna. A. Facuna inicioval vznik sdružení Butiker (překlad tohoto slova je „Pracuj“), veřejnosti bylo sdružení představeno v roce 1970 v Rudém právu.
Práce na ustavení Svazu Cikánů-Romů započaly v období Pražského jara roku 1968. V rámci společenského a politického uvolňování docházelo také k přehodnocení asimilační politiky, která Romům nepřiznávala žádná práva jako menšině a potlačovala jejich kulturu. Nově mělo jít o politiku tzv. kulturní a společenské integrace. Ustavující sjezd se konal 30. srpna 1969 v Brně. Předsedou se stal Miroslav Holomek. Cílem svazu bylo usilovat o zlepšení politického a ekonomického postavení romského obyvatelstva a věnovat se i kulturní, sportovní, společenské a vzpomínkové činnosti. Ke konci své existence sdružovala zhruba 8 500 osob.
Podle Charty 77 a romistky Mileny Hübschmannové byla hlavní politická příčina zrušení Svazu novelizace zákona o menšinách roku 1972, který romskou menšinu neuznával. Po zrušení Svazu až do konce 80. let nepůsobila v Československu žádná další romská organizace, některé romské osobnosti však zůstaly aktivní.

## Činnost
Svaz rozvinul za necelé čtyři roky svého působení širokou škálu různých činností od vyjednávání s politickou mocí, hospodářské činnosti (s tou rychle skončil) až po zpracování historie, kulturní, sportovní a společenské aktivity.

### Politické požadavky
Usiloval o uznání Romů jako národnostní menšiny a s tím spojených práv. Požadovali přiměřené zastoupení Romů ve volených i výkonných orgánech státní moci. Řešili také sociální otázky, zaměstnanost, školství.

### Mezinárodní hnutí
Udržoval mezinárodní kontakty a jeho členové se zúčastnili prvního Světového kongresu Romů v roce 1971, který se později přeměnil na Mezinárodní romskou unii . Na tomto kongresu bylo mimo jiné přijato sebeoznačení Romové a vytvořeny základy pro mezinárodní romské emancipační hnutí.

### Kultura a historie
Sbíral doklady o historii a kultuře Romů a pořádal výstavy. Přišel s nápadem založit muzeum, který se však naplnil až počátkem 90. let v podobě Muzea romské kultury. Pracoval také s přeživšími romského holokaustu a pomáhal jim, aby byly uznány jako oběti nacismu. V Hodoníně u Kunštátu, kde byl za druhé světové války tzv. cikánský tábor, založili každoroční tradici veřejných shromáždění na uctění památky romských obětí. Na tomto místě a na místě dalšího bývalého koncentračního tábora v Letech u Písku chtěli postavit památníky.

### Zpravodaj Romano ľil
Svaz vydával od roku 1970 první romské periodikum Romano ľil (Romský list), ve vedle českých textů publikovala i první generace romsky píšících autorek a autorů. Šlo o šéfredaktora Andreje Peštu, Františka Demetera, básníka a písničkáře Vojtu Fabiána, vypravěče Andreje Giňu a Teru Fabiánovou a další. Vedle literárních textů v časopise vycházely aktuality ze života romské komunity v Československu i ve světě, články o historii a osobnostech. 